# Калвињаско
Калвињаско (итал. Calvignasco) је насеље у Италији у округу Милано, региону Ломбардија.
Према процени из 2011. у насељу је живело 113 становника. Насеље се налази на надморској висини од 102 м.

## Становништво
| 1931. | 1936. | 1951. | 1961. | 1971. | 1981. | 1991. | 2001. | 2011. |
| ----- | ----- | ----- | ----- | ----- | ----- | ----- | ----- | ----- |
| 462   | 440   | 478   | 418   | 386   | 378   | 735   | 1.029 | 1.182 |